# Bourton-on-the-Hill
Bourton-on-the-Hill – wieś w Anglii, w hrabstwie Gloucestershire, w dystrykcie Cotswold. Leży 37 km na wschód od miasta Gloucester i 124 km na północny zachód od Londynu.